# Abdij Lilbosch & voormalig Klooster Mariahoop
Abdij Lilbosch & voormalig Klooster Maria Hoop is een Natura 2000-gebied (classificatie hogere zandgronden, gebied 151) in de Nederlandse provincie Limburg. De zolders van de abdij en het gebouw van de spirituele gemeenschap Adidam Center, herbergen de enige twee kraamkolonies van de ingekorven vleermuis in Nederland.